# Emmanuel Havugimana
Havugimana Emmanuel, né le 4 janvier 1956 dans le district de Nyamagabe, est un homme politique rwandais qui est le sénateur de la province de l'Ouest au Rwanda depuis septembre 2019. Il appartient au parti politique Front Patriotique Rwandais. Il a également été chargé de cours associé de géographie à l'université du Rwanda.

## Enfance et éducation
Havugimana naît le 4 janvier 1956 dans le district de Nyamagabe en province du Sud. Il fréquence l'école primaire catholique de Mbazi (1962-1968), le Tronc Commun au collège inférieur de Birambo (en) (1968-1971) puis l’École normale de Nyamasheke (1971-1973). Il termine ses humanités au collège Saint-Albert de Bujumbura entre 1978 et 1980. Il a obtient une licence en géographie à l’université du Burundi en 1984, une maîtrise ès arts en aménagement du territoire et développement régional à l’université Laval au Canada en 2001 et un doctorat en écologie humaine à l’université de Göteborg en Suède en 2009,,.

## Carrière
Après avoir fui la guerre au Rwanda en 1973, Emmanuel Havugimana commence sa carrière dans l’enseignement au Burundi en 1974 comme enseignant à l'école primaire protestante de Ruramba (1974-1976), ensuite à l'école primaire protestante de Rugenge, dans le camp de réfugiés de Mushiha (1976-1978). Il enseigne également dans deux écoles secondaires au Burundi, l’école normale de Bukeye (1984–1990), et le lycée du Saint-Esprit de Bujumbura (1990–1991). En 1991, il se rend à Djibouti où il débute au collège d’enseignement secondaire de Tadjourah en 1991 et a termine cette année au collège d’enseignement secondaire de Dikhil (1991-1992). Il est par la suite muté au collège d’enseignement secondaire d’Ali Sabieh (1992–1996).
Rentré au Rwanda le 18 septembre 1996, il est recruté comme chargé d’information et de technologie à la Commission nationale rwandaise de l’UNESCO jusqu’en avril 1997. Il rejoint ensuite l’université nationale du Rwanda où il occupe divers postes administratifs,. D’avril 1997 à octobre 1998, il est adjoint administratif à la faculté de psychologie et des sciences de l'éducationa, d’octobre 1998 à septembre 1999, il est attaché de cabinet du vice-recteur académique. De septembre 2001 à septembre 2019, il est chargé de cours associé au département de géographie et d'urbanisme. Il est aussi registraire académique de février 2010 à juillet 2011, chef du département de géographie et d'urbanisme de 2012 à 2017. En tant que chargé de cours associé, Havugimana enseigne la théorie de la planification urbaine et rurale, l'introduction à la méthodologie de recherche, la planification et analyse de l'environnement, les principes et techniques d’aménagement du territoire, l'aménagement et tourisme, l'évaluation des ressource et aménagement du territoire, l'écologie régionale et dégradation des terres, la gestion par bassins versants ainsi que la foresterie et gestion des Terres.
Il fait aussi partie de plusieurs comités. Il a été président du Conseil du secteur Tumba (2011-2016), membre du Conseil du district de Huye, en tant que conseiller de secteur de Ruhashya (2016-2019). En septembre 2019, il est élu sénateur province de l'Ouest rwandaise et le 17 octobre 2019 il prête serment. Il représente le Sénat du Rwanda à l'Union interparlementaire (UIP) et au Forum des parlement des États membres de la Conférence internationale sur la région des grands lacs (FP-CIRGL),.

## Recherche
Il a publié les résultats de ses recherches sur l'utilisation des terres, l'eau, la foresterie et les moyens d’existence dans des articles de revues de géographie avec un index H de 7 avec 321 citations dans plus de 120 revues vérifiées par des pairs.

## Vie personnelle
Havugimana est marié à Jacqueline Uwimana depuis 1988 et ils ont quatre enfants ; deux garçons et deux filles. Il est membre du Rotary International depuis 2008,. Il est membre du Comité de Discipline du Sénat. Il appartient au parti politique du Front patriotique rwandais. Il est catholique pratiquant,.
L'une de ses filles est Michèle Iradukunda, journaliste travaillant pour Rwanda Broadcasting Agency.[réf. nécessaire]